# Egnatia Mariniana
Egnatia Mariniana (3. století - před rokem 253) byla manželkou římského senátora Valeriana, který byl od roku 253 římským císařem spolu s jejich synem Gallienem.

## Životopis
Zemřela ještě předtím, než se Valerián stal císařem. Valerian ji pravděpodobně nechal zbožštit. Dochovalo se několik mincí s nápisem DIVAE MARINIANAE z počátku vlády Valeriana a Galliena, které připomínají její svěcení.
Pocházela z římské aristokratické rodiny Egnatiu. V minulosti se předpokládalo, že jejím otcem byl Egnatius Victor Marinianus, legát provincie Arabia Petraea a Horní Moesie. Poslední výzkumy se přiklanějí k variantě, že byla dcerou Lucia Egnatia Victora, římského konzula před rokem 207 a Egnatius Victor Marinianus byl tudíž její bratr.